# Boris Kalamanos
Boris (hongrois : Borisz; né c. 1114 - mort c. 1154), connu également sous le nom de Boris Kalamanos (grec Βορίσης Καλαμάνος, russe : Борис Коломанович) est un prétendant au trône de Hongrie du milieu du XIIe siècle. Il est le fils de Euphemia de Kiev, la seconde épouse de  Coloman le Bibliophile, roi de Hongrie. Après qu'Euphemia a été convaincue d'adultère, Coloman la chasse de Hongrie et refuse de reconnaître la paternité de Boris. Toutefois, Boris, qui naît dans le Rus' de Kiev, se considère lui-même comme le fils légitime du roi. Il proclame ses droits au trône de Hongrie après la mort en 1131 du fils premier né et successeur de  Coloman, Étienne II de Hongrie. Boris fait plusieurs tentatives pour faire valoir son droit contre les rois Béla II et Géza II avec l'appui du royaume de Pologne, du Saint-Empire et de l'Empire byzantin, mais il est tué lors d'un combat.

## Premières années

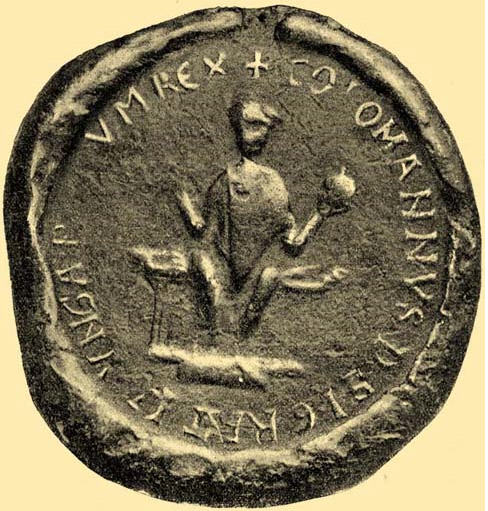
Sceau royal de Coloman le Bibliophile, roi de Hongrie, qui expulse son épouse la mère de Boris de Hongrie pour adultère avant la naissance de Boris.

Boris est le fils d'Euphémie de Kiev, une fille de Vladimir II Monomaque, le futur grand-prince de Kiev., Elle est donnée en mariage au roi  Coloman de Hongrie en 1112., Toutefois la Chronica Hungarorum rapporte , qu'elle « est surprise en flagrant délit d'adultère ». Après la découverte de sa relation illicite, le roi Coloman expulse son épouse de Hongrie. Elle se réfugie dans son pays natal où elle donne naissance à Boris vers 1114., Il reçoit le nom de saint Boris, un des premiers princes canonisés de la dynastie des Riourikides. Le roi Coloman refuse de reconnaître que Boris est son fils. Boris est élevé à la cour de son grand père, Vladimir II Monomaque, à Kiev.,
Selon la Chronica Hungarorum., un groupe de seigneurs hongrois désigne les "comtes Bors et Ivan"  comme anti-rois quand Étienne II, le fils et successeur de Coloman le Bibliophile, tombe malade vers 1128, Toutefois, Étienne II retrouve la santé et ordonne l'exécution d'Ivan et expulse Bors qui s'enfuit dans l'empire byzantin. Selon une théorie ce Comte Bors serait Boris Kalamanos, mais cette hypothèse n'a jamais été complètement acceptée. Étienne II meurt le 1er mars 1131 et son cousin, Béla l'Aveugle, lui succède. Lors d'une assemblée tenue à Arad, l'épouse du nouveau roi, Hélène de Rascie, ordonne l'exécution de tous le seigneurs hongrois qui sont jugés responsables de la mutilation ou de s'être opposés à l'accession au trône de son époux.

## Tentatives pour obtenir le trône

### Première tentative
Après la mort d'Étienne II, Boris « élève des prétentions au royaume de son père » et revient de l'Empire byzantin, selon le chroniqueur contemporain Otton de Freising. L'historien byzantin Jean Kinnamos indique que l'empereur Jean II Comnène « accorde à [Boris] de grands honneurs et l'unit en mariage avec une épouse de sa propre famille ». Néanmoins, Boris quitte l'empire byzantin pour la Pologne lorsque l'empereur refuse de lui accorder une assistance militaire selon Otton de Freising.
Boleslas III Bouche-Torse accepte d'assister Boris, parce qu'il cherche à constituer une coalition contre le Saint-Empire. Des réfugiés hongrois et des troupes du Rus' de Kiev rejoignent également Boris., Leurs armées unies envahissent la  Hongrie lors de l'été 1132. Contre eux, Béla l'Aveugle s'allie avec le margrave
Léopold III d'Autriche. Les seigneurs hongrois fidèles au souverain aveugle massacrent leurs homologues qui ont accepté de soutenir les revendications de Boris au trône. Lors de la suite du combat les troupes unis des Hongrois et des Autrichiens mettent en déroute l'armée de Boris et de ses alliés sur les rives de la Sajó le 22 juillet., La victoire de Béla est décisive et Boris ne fait plus aucune tentative pour s'emparer du trône pendant le règne de Bela, bien que son allié, Boleslas III de Pologne, ne signe la paix avec Béla qu'en août 1135.

### Deuxième tentative
Boris rend visite à Conrad III du Saint-Empire, accompagné du beau-frère de ce dernier, Vladislav II de Bohême, à la fin de 1145. Il « se plaint dans d'un ton éploré et lugubre » à Conrad qu'il a été privé de son patrimoine, implorant Conrad de l'aider à se saisir la Hongrie, selon Otto de Freising. Vladislav II et son épouse, Gertrude de Babenberg qui appuient les prétentions de Boris réussissent à persuader Conrad d'autoriser Boris à recruter des mercenaries en Autriche et dans le duché de Bavière.,
Les mercenaires de Boris déferlent sur la Hongrie et s'emparent de Pressburg (l'actuelle Bratislava en Slovaquie) en avril 1146. Géza II de Hongrie le fils et successeur de Béla l'Aveugle marche peu après sur la forteresse et lui impose une blocus. Géza II entre en négociations avec les mercenaires de Boris et les circonvient pour qu'ils acceptent de lui rendre la forteresse sans combattre. En représailles de l'appui apporté à Boris, Géza envahit l'Autriche et bat l'armée d'Henri II Jasomirgott, également duc de Bavière, lors de la bataille de la Fischa le 11 septembre 1146.,

### Troisième tentative

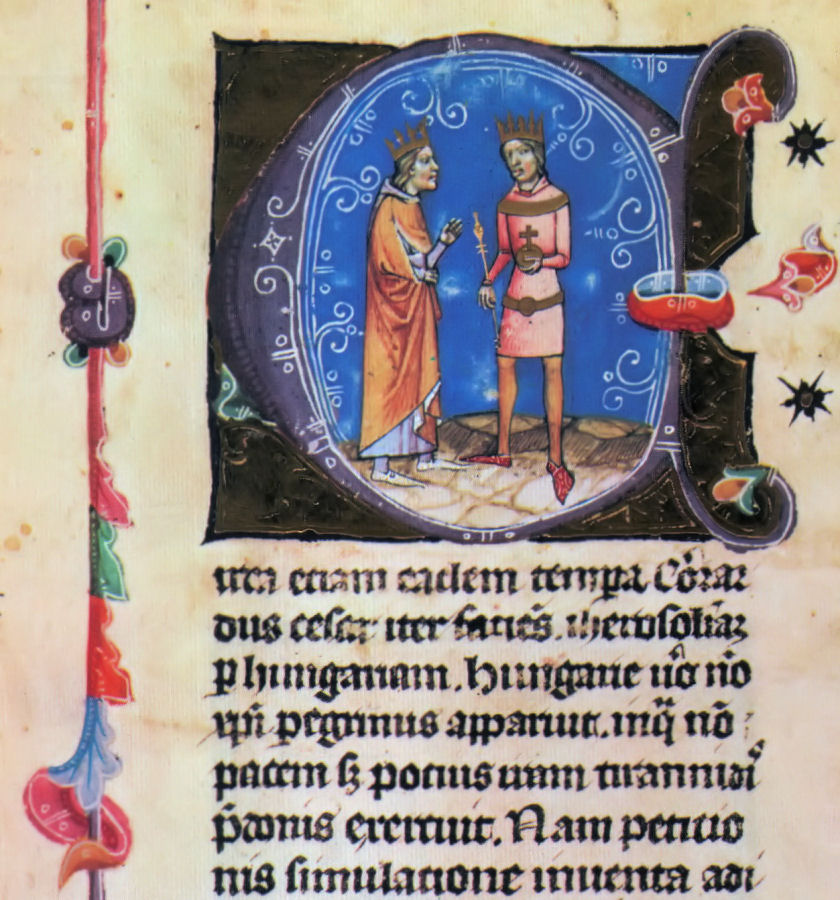
Le compétiteur de Boris, Géza II de Hongrie, rencontre Louis VII de France, Le protecteur temporaire de Boris, pendant la seconde croisade (d'après la Chronica Hungarorum).

À Noël 1146, Conrad III déclare qu'il veut prendre la tête d'une croisade en Terre sainte., Boris decide de se joindre aux croisés allemands et de venir pour ce faire en Hongrie. Quand Géza II est informé du plan de Boris, « il distribue beaucoup d'argent parmi les allemands », afin de les persuader de refuser la présence de Boris, d'après Eudes de Deuil.. Mais Boris refuse de renoncer à son projet, car il a été informé que plusieurs seigneurs hongrois « étaient prêts à le prendre pour leur seigneur et abandonner le roi pour s'attacher à lui » s'il réussissait à revenir en Hongrie, selon la Chronica Hungarorum.
Il approche alors Louis VII de France, qui chemine également à travers l'Europe centrale vers la Terre Sainte , lui exposant ses droits héréditaires au trône de Hongrie. Après que Louis VII n'a pas donné de réponse à sa lettre, Boris persuade deux nobles français de l'aider à rejoindre secrètement l'armée des croisés français qui pénètre en Hongrie à l'été 1147. Lorsqu'il découvre que son compétiteur est parmi les Français, Géza II demande extradition de Boris, mais Louis VII accorde l'asile et sa protection à ce dernier et refuse de le livrer à Géza II,, très probablement parce que l'épouse de  Boris est une parent de empereur byzantin, Manuel Ier Comnène, selon l'historien Ferenc Makk. En tout état de cause, Boris quitte la Hongrie et entre dans l'Empire byzantin avec les croisés français.,

## Ultimes prétentions et derniers jours
Après l'échec de que ses tentatives de s'emparer de la Hongrie, Boris s'établit dans l'empire byzantin. Pendant un conflit entre les byzantins et la Hongrie à la fin de l'automne 1150, Boris combat dans l'armée byzantine. Sur l'ordre de l'empereur Manuel il pille la région de la rivière Temes à la tête d'une armée byzantine et oblige une petite troupe de hongrois à s'enfuir. Il ne se retire de Hongrie qu'après que Géza II s'approche de la frontière avec l'armée royale.
Selon une tradition, Boris meurt en 1153 ou 1154. Explicitement, Otton de Freising indique que Boris « est frappé et tué par une flèche  [tiré par l'arc] d'un certain Couman »  alors qu'il combat contre la Hongrie peu avant 1156. Par ailleurs l'historien byzantin, Nicétas Choniatès, évoque une autre tradition selon laquelle « un certain Kalmanos » « reçoit une blessure mortelle et quitte cette vie »  lors d'une bataille contre les « Scythes » Petchénègues ou Coumans qui pillent le territoire byzantin le long du bas Danube quelque temps après la campagne de l'empereur Manuel de 1150 contre la Hongrie.

## Règne en Bosnie?
Selon un célèbre historien hongrois Bálint Hóman de la première moitié du XXe siècle, les souverains depuis Béla II exerçaient leur suzeraineté sur la principauté de Bosnie qui aurait été confiée par le roi Géza II de Hongrie au pince Borisz,. De ce fait, Simeon Bogdanović et d'autres historiens affirment que Boris Kalamanos et le premier souverain de la Bosnie le ban Borić sont en fait la même personne ce qui a permis de nier les traditions répandues selon lesquelles Boris est mort dans la décennie 1150.

## Union et postérité
L'épouse de Boris est une nièce de l'empereur Manuel Ier Comnène, selon Eudes de Deuil, mais son nom et son origine familiale précise sont inconnus. L'historien Raimund Kerbl avance qu'elle est identifiable avec Anna Doukaina, qui se nomme elle-même kralaina (« reine ») dans une charte, de septembre 1157. Elle adopte ensuite le nom monastique d'Arete après la mort de son époux. Boris se marie avec son épouse byzantine à la fin de 1131 ou au début de 1132, car Otton de Freising mentionne que son union est déjà effective à cette époque.
Le fils aîné de Boris, le sebastos Konstantinos Kalamanos, fut gouverneur byzantin de Cilicie entre 1163 et 1175. L'historien Makk identifie un Stephanos Kalamanos, cousin du roi détrôné Étienne IV de Hongrie, selon Kinnamos, comme le fils cadet de Boris. Ni Konstantinos ni Stephanos n'émettent aucune revendication au trône de Hongrie.

## Sources

### Sources primaires
- (en) Deeds of John and Manuel Comnenus par Jean Kinnamos (traduction de Charles M. Brand) (1976). Columbia University Press  (ISBN 0-231-04080-6).
- (en) O City of Byzantium, Annals of Niketas Choniatēs (traduction de Harry J. Magoulias) (1984). Wayne State University Press  (ISBN 978-0-8143-1764-8).
- (en) Odo of Deuil: De Profectione Ludovici VII in Orientem: The Journey of Louis VII to the East (édité avec une traduction en anglais par Virginia Gingerick Berry) (1948). Columbia University Press.
- (en) The Deeds of Frederick Barbarossa par Otto de Freising et son continuateur, Rahewin (traduite et annotée avec une introduction par Charles Christopher Mierow avec la collaboration de Richard Emery) (2004). Columbia University Press  (ISBN 0-231-13419-3).
- (en) The Hungarian Illuminated Chronicle: « Chronica de Gestis Hungarorum »(éditée par Dezső Dercsényi) (1970). Corvina, Taplinger Publishing  (ISBN 0-8008-4015-1).
- (en) The Two Cities: A Chronicle of Universal History to the Year 1146 A. D. par Otto, évêque de Freising (traduite en entier avec une introduction et des notes de  Charles Christopher Mierow, Ph. D., LL.D., President of Colorado College, Éditée by Austin P. Evans and Charles Knapp) (1928). Columbia University Press.

### Sources secondaires
- Gyula Kristó  Histoire de la Hongrie Médiévale, tome I « Le temps des Arpads » P.U.R Rennes (2000)  (ISBN 2868475337).
- (en) Florin Curta Southeastern Europe in the Middle ages 500-1250 Cambridge university Press 2006  (ISBN 9780511222788).
- (en) Berend, Nora; Urbańczyk, Przemysław; Wiszewski, Przemysław (2013). Central Europe in the High Middle Ages: Bohemia, Hungary and Poland, c. 900-c. 1300. Cambridge University Press  (ISBN 978-0-521-78156-5).
- (en) Berry, Virginia G. (1969). "The Second Crusade". In Setton, Kenneth M.; Marshall, Baldwin W. A History of the Crusades, volume I : The First Hundred Years. The University of Wisconsin Press. p. 463–512  (ISBN 0-299-04834-9).
- (en) Engel, Pál (2001). The Realm of St Stephen: A History of Medieval Hungary, 895–1526. I.B. Tauris Publishers  (ISBN 1-86064-061-3).
- (en) Font, Márta (2001). Koloman the Learned, King of Hungary (Supervised by Gyula Kristó, traduit par Monika Miklán). Márta Font (supported by the Publication Commission of the Faculty of Humanities of the University of Pécs)  (ISBN 963-482-521-4).
- (en) Makk, Ferenc (1989). The Árpáds and the Comneni: Political Relations between Hungary and Byzantium in the 12th century (Translated by György Novák). Akadémiai Kiadó  (ISBN 963-05-5268-X).
- (hu) Makk, Ferenc (1994). "Borisz". In Kristó, Gyula; Engel, Pál; Makk, Ferenc. Korai magyar történeti lexikon (9–14. század) [Encyclopedia of the Early Hungarian History (9th–14th centuries)] (en Hongrois). Akadémiai Kiadó. p. 120–121  (ISBN 963-05-6722-9).